# Cubota Kazumi
Cubota Kazumi (Nagaszaki, 1956. január 23. –) japán válogatott labdarúgó.

## Nemzeti válogatott
A japán válogatottban 7 mérkőzést játszott.

## Statisztika
| Japán válogatott | Japán válogatott | Japán válogatott |
| Időszak          | Mérk.            | gól              |
| ---------------- | ---------------- | ---------------- |
| 1981             | 5                | 0                |
| 1982             | 0                | 0                |
| 1983             | 1                | 0                |
| 1984             | 1                | 0                |
| Összesen         | 7                | 0                |